# Aron Henricsson
Johan Aron Henricsson, född 15 februari 1859 i Istorps församling, död 16 mars 1941 i Augerums församling, var en svensk agitator, kommunpolitiker och tidningsredaktör.
Arnon Henricsson var son till folkskolläraren Henrik Jonasson och växte upp i ett fattigt barnrikt hem som yngst av sju syskon. Han arbetade 1879–1881 som rallare, först vid bygget av Norra stambanan i Norrland och därefter vid järnvägsbygget mellan Värtan och Karlberg i Stockholm. Han uppfattade arbetet som slitsamt och dåligt avlönat. Henricsson tog därefter värvning vid Svea livgarde, där han fick högsta betyg vid underofficersskolan. Han lämnade dock det militära efter fem år. Han hade efteråt svårt att finna arbete 1886 åhörde han ett tal av August Palm och fångades därefter av socialismen. Efter en del kortare arbeten kom han 1888 till Härnösand där han fick arbeten som grovarbetare, bergsprängare och brunnsgrävare. 1890 fick Henricsson anställning vid Sundsvalls vattenverk. Sedan det blev känt att han anslutit sig till Sundsvalls socialdemokratiska arbetarklubb och öppet engagerade sig politiskt blev Henricsson avskedad, något som kom att uppmärksammas i pressen. Efter detta anställdes Henricsson som var skrivkunnig och en skicklig talare 1895 vid Sundsvalls stads arbetarekommun och blev 1897 dess ordförande. Han skrev även artiklar i Social-Demokraten. Han var agitator och ledare för arbetarnas motåtgärder under lockouten i Sundsvall 1899. 1900–1906 var han redaktör för tidningen Nya Samhället. 1900–1908 var Henricsson ledamot av styrelsen för Socialdemokratiska arbetarepartiet, 1905–1906 ordförande i Socialdemokraternas distrikt för mellersta Norrland och 1906–1910 ordförande i grov- och fabriksarbetarförbundets avdelning i Sundsvall.
Henricsson övertalades 1906 av socialdemokratiska partistyrelsen att överta redaktörskapet för Blekinge Folkblad som gick mycket dåligt. Han lämnade 1907 Sundsvall och slog sig ned på Långö. Här var han 1907–1920 ordförande i Blekinge distrikt av Socialdemokratiska arbetarepartiet, fram till 1920 redaktör för Blekinge Folkblad. Därtill ledamot av barnavårdsnämnden och vice ordförande i kommunalnämnden i Augerums landskommun 1909–1933 och ledamot av kyrko- och skolrådet 1909–1930. Därtill var han ordförande i Långö municipalstyrelse 1909–1933, ordförande i pensionsnämnden där 1913–1933, ledamot av fattigvårdsstyrelsen 1918–1931, barnavårdsman för Augerums kommun 1920–1933, ledamot av Blekinge läns landsting 1920–1930, ledamot av lasarettsdirektionen från 1920, ledamot av systembolaget från 1921 och nämndeman i Östra härads tingslag 1925–1930. Henricsson var även vice ordförande i Landstingets förvaltningsutskott. Då Långö inkorporerades i Karlskrona stad 1934 tilldelades han medaljen För nit och redlighet i rikets tjänst i 8:e storleken.